# Hood (Band)
Hood ist eine aus dem englischen Leeds stammende Band. Sie wurde im Jahr 1991 von den beiden Brüdern Chris und Richard Adams gegründet. Gelegentlich zogen die Geschwister Freunde und Bekannte aus ihrem Umfeld für das musikalische Schaffen von Hood hinzu.

## Geschichte
Die ersten Veröffentlichungen der Band waren EPs im Vinyl-Format, die bei kleineren englischen Independent-Labels vertrieben wurden. 1994 erschien das erste Studioalbum Cabled Linear Traction bei den Labels Fluff und Slumberland Records. Ebenfalls bei Slumberland Records erschien 1996 das folgende Album Silent '88.
1997 unterschrieben Hood einen Plattenvertrag bei Domino Records, woraufhin auf selbigem Label die Single Useless erschien. Bei der Produktion der Single erhielt die Band Unterstützung vom englischen Folk-Musiker Matt Elliott, welcher später auch bei der Produktion der Alben Rustic Houses, Forlorn Valleys und The Cycle Of Days And Seasons mitwirkte. In Zusammenarbeit mit den Rappern Doseone und Yoni Wolf von Why? entstand 2001 das Album Cold House, das sich neben den leitenden elektronischen Elementen besonders durch den noch stärkeren Fokus auf melancholische Stimmung auszeichnete.
2003 erschienen Singles Compiled und Compilations 1995-2002, auf denen alle von Hood veröffentlichten Singles und Beiträge auf Compilations seit der Veröffentlichung ihrer vorigen Kompilation Structured Disasters aus dem Jahre 1997 zusammengefasst wurden. Dazu kamen einige bisher unveröffentlichte Tracks.
2005 veröffentlichten Hood das Album Outside Closer. Die Tracks 'The Lost You' und 'The Negatives' wurden als Singles ausgekoppelt.
Chris Adams arbeitet seit 2006 an seinem Soloprojekt Bracken, Richard hat im Jahr 2007 sein eigenes Soloprojekt The Declining Winter gegründet.

## Diskografie

### Alben
- Cabled Linear Traction, 1994
- Silent '88, 1996
- Rustic Houses, Forlorn Valleys, 1998
- The Cycle of Days and Seasons, 1999
- Cold House, 2001
- Outside Closer, 2005

### Kompilationen
- Structured Disasters, 1997
- Compilations 1995-2002, 2003
- Singles Compiled, 2003
- Recollected 6 CD box set, 2012

### Singles
- Sirens, 1992
- Opening into Enclosure, 1993
- 57 White Bread, 1994
- Carmine Split, 1995
- A Harbour of Thoughts, 1995
- Hem Split, 1995
- Lee Faust's Million Piece Orchestra, 1995
- I've Forgotten How to Live, 1996
- Secrets Now Known to Others, 1996
- Useless, 1997
- Filmed Initiative, 1998
- The Year of Occasional Lull, 1998
- (The) Weight, 1998
- Steward Split, 2000
- Home Is Where It Hurts, 2001
- Photographers, 2001
- You Show No Emotion at All, 2002
- Themselves Split, 2004
- The Lost You, 2004
- The Negatives, 2005